# Organické články
Organické články (francouzsky Articles organiques) je označení pro soubor 77 právních nařízeních Napoleona Bonaparta z roku 1802, které doplňovaly konkordát uzavřený předcházejícího roku. Zatímco konkordát byl mezinárodní smlouvou urovnávající vztahy mezi Francií a Svatým stolcem, organické články již upravovaly praktické fungování církve v celé Francii.

## Historie
Organické články byly vypracovány 3. dubna 1802 Státní radou a 8. dubna beze změn schváleny zákonodárným sborem v poměru 228 hlasů pro a 21 proti. Stejného dne byl schválen i text samotného konkordátu ratifikovaného již v červenci předchozího roku.
Veřejná promulgace následovala 18. dubna na velikonoční neděli. Během ceremonie v pařížské katedrále Notre-Dame složilo pět arcibiskupů a 19 biskupů slib věrnosti prvnímu konzulovi.
Platnost organických článků se vztahovala od 4. května rovněž na území, které Francii připadlo mírovou smlouvou z Lunéville dne 9. března 1801.
Organické články platily ve Francii až do 9. prosince 1905, kdy byly zrušeny zákonem o odluce církve a státu. Zákon z roku 1905 byl 6. února 1911 rozšířen také na zámořské území Guadeloupe, Martinik a Réunion. Avšak v departementech Haut-Rhin, Bas-Rhin a Moselle, které v roce 1905 nebyly součástí Francie, zůstaly konkordát i organické články v platnosti doposud. Také v departementu Francouzská Guyana a v zámořských územích se zvláštním statutem zůstávají částečně v platnosti.
V Belgii, Lucembursku, ale i v německých spolkových zemích na levém břehu Rýna a západních švýcarských kantonech, které v napoleonské době byly součástí francouzského území, zůstaly některá opatření organických článků týkající se financování církví v platnosti. V Lucembursku byly v roce 1997 formálně nahrazeny novým konkordátem. V kantonu Ženeva byly organické články v roce 1907 zrušeny referendem, v Nizozemsku byly zrušeny roku 1981.

## Důsledky
Přijetím konkordátu a organických článků byla ukončena antiklerikální politika z revolučního období. Napoleonovy organické články vyhlášené bez vědomí papeže vedly k protestům kardinálů, neboť se v základě neshodovaly s principy řízení katolické církve. Papež Pius VII. se necítil články vázán, což vedlo k výměnám nót mezi Svatým stolcem a Francií po celou dobu císařství. Ale i v samotné Francii vzbudily články částečný odpor. Mnozí republikáni a důstojníci revoluční armády byli nespokojeni s obnovením staré církve.
Změnil se i počet katolických správních jednotek. Počet arcibiskupství ve Francii a připojených územích byl stanoven na 10 a biskupství na 50. Stanoven byl i plat: arcibiskup dostával od státu ročně 15 000 a biskup 10 000 franků. Z dřívějších mnoha církevních svátků byly povoleny jen čtyři: Vánoce, Velikonoce, Nanebevzetí a Všech svatých.
Reformní a luterské konzistoře tvořilo minimálně 6000 členů, přičemž pět konzistoří tvořilo jednu synodu.
V roce 1808 vznikla izraelitská centrální konzistoř, čímž byl judaismus oficiálně schválen jako další náboženství. Nařízením z 25. května 1844 vstoupila v platnost opatření organických článků analogicky také pro židovství.

## Obsah
Organických článků bylo celkem 77. Navracely se k tzv. galikánským článkům z roku 1682, které předepisovaly výuku v teologických ústavech a také zčásti oživily základy francouzské státní církve z období revoluce. Organické články vyžadovaly státní souhlas pro všechny papežské výnosy, zakazovaly působení papežských vyslanců ve Francii s výjimkou povoleného nuncia a za povolený určovaly jen katechismus schválený vládou. Články uznávaly vedle katolické církve také existenci kalvinistické církve a církví augsburského vyznání.
Články o katolické církvi (Articles organiques de l'Église catholique) upravovaly vztahy církve k civilní správě, hierarchii katolického kléru, způsob liturgie, nové členění církevních správních jednotek a platy duchovních.
Články o protestantských církvích (Articles organiques des cultes protestants) byly rozděleny do tří skupin. První obsahovala všeobecné podmínky (Dispositions générales pour toutes les communions protestantes), určovala, že pouze Francouzi mohou být členy církví, a že pastorové jsou placeni státem. Protestantské církve nesměly udržovat žádné styky se zahraničními mocnostmi. Druhá část se zabývala pastory, konzistořemi a synodami reformovaných církví (Des Églises réformées) a třetí skupinu tvořily nařízení o luterských konfesích (De l'organisation des Églises de la confession d'Augsbourg).